# Barbara Skarga
Barbara Skarga (Warschau, 25 oktober 1919 – Olsztyn, 18 september 2009) was een Poolse filosofe.

## Loopbaan
Skarga werd in Warschau geboren in een gereformeerd gezin, dat van adellijke komaf was. Haar zuster was de actrice Hanna Skarzanka en haar broer was Edward Skarga. Skarga studeerde filosofie aan de Universiteit van Vilnius. Tijdens de Tweede Wereldoorlog was ze lid van de verzetsbeweging Armia Krajowa. In 1944 werd zij gearresteerd door de Russen en veroordeeld tot 10 jaar Katorga. Na haar vrijlating werd zij gedwongen te werken in een kolchoz. Zij keerde in 1955 terug naar Polen en studeerde in 1957 af aan de Universiteit van Warschau, waar zij vervolgens een vervolgstudie deed en tot PhD benoemd werd. Zij werd in 1988 benoemd tot hoogleraar in de filosofie en was redacteur van het filosofietijdschrift Etyka. In 1995 verkreeg Skarga de Orde van de Witte Adelaar. Zij stierf op 18 september 2009 en werd begraven op 25 september in Warschau. 
Skarga's levensloop en denken waren sterk door haar persoonlijke ervaringen getekend. Zo schreef zij verschillende werken waarin zij fenomenen zoals haat en ressentiment analyseert. Zij was een leerling van Leszek Kołakowski.
In 2022 verscheen de Nederlandse vertaling van haar goelagmemoire Na de bevrijding bij De Bezige Bij. 